# Manuel Muñoz
Manuel Jesús Muñoz Muñoz, mais conhecido como Manuel Muñoz (Tocopilla, 28 de abril de 1928 – Arica, 17 de dezembro de 2022), foi um futebolista chileno. 

## Carreira
Muñoz atuou por dez temporadas no Colo-Colo, com o qual conquistou dois campeonatos nacionais (1953, 1956) e uma Copa Chile (1958). Marcou 111 gols enquanto esteve no clube, sendo o nono maior artilheiro com a equipe cacique. Depois do Colo-Colo, jogou no Fernández Vial e no Audax Italiano, nesse último no qual aposentou-se em 1960.
Competiu na Copa do Mundo FIFA de 1950, sediada no Brasil.

## Morte
Muñoz morreu em 17 de dezembro de 2022, aos 94 anos de idade, em Arica.